# Tephrina triseriata
Tephrina triseriata là một loài bướm đêm trong họ Geometridae.